# Häfen und Güterverkehr Köln

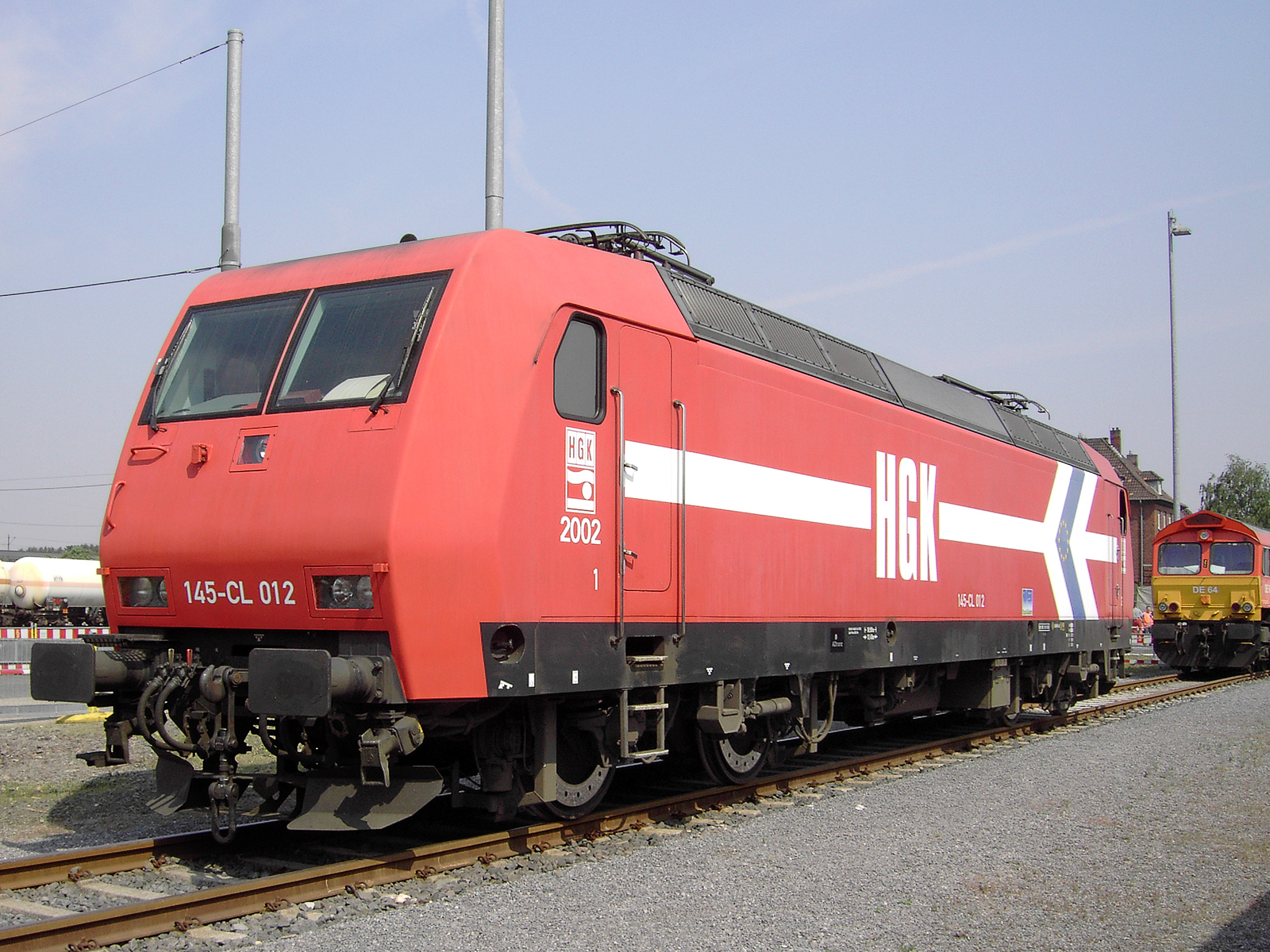
Bombardier TRAXX-locomotife van HGK

Häfen und Güterverkehr Köln AG is een Duits haven- en voormalig spoorbedrijf.
Het bedrijf reed ook goederentreinen van en naar Nederland en gebruikt daarvoor meestal locs class 66. Ze zijn meestal in een opvallend rode kleur gespoten.
Inmiddels is het bedrijf geen spoorvervoeder meer, maar is naast de Neuss Düsseldorfer Häfen GmbH & Co. KG eigenaar van RheinCargo. Alle ritten die voormalig door de HGK werden gereden, rijden nu onder RheinCargo. Ook zijn alle Locomotieven van de HGK door RheinCargo overgenomen. Dit is sinds 2012.

## HGK in Nederland
Op 30 september 2004 ontving HGK van de Inspectie van Verkeer en Waterstaat haar toelatingsoorkonde en is HGK als spoorvervoerder toegelaten tot het Nederlands spoorwegnet en mag dus onder eigen regie rijden in Nederland.
HGK was in Nederland al bekend door haar samenwerking met Shortlines. De eerste locomotieven voor Shortlines werden door HGK geleverd en in bruikleen gegeven om samen onder andere de opgezette containerdienst te exploiteren van Rotterdam naar Keulen. De rode locs waren voorzien van het HGK logo en dat van Shortlines. Na de breuk bleef HGK de dienst op Keulen rijden, maar onder regie van Railion. HGK leverde alleen de tractie, tot aan de erkenning als spoorvervoerder. Na die erkenning reed op 5 oktober 2004 de eerste HGK-trein van Emmerich naar de Botlek en terug, met een ketelwagentrein voor Tamoil naar het Rail Chemie Center van Odfjell.
Medio 2011 reed HGK in Nederland de volgende treinen:
- Rotterdam Maasvlakte – Düsseldorf – Keulen (5 keer per week, containers, operator: Neska Intermodal)
- Rotterdam EMO – Möllen Kraftzentrale (5 keer per week, kolen, RWE)

In oktober 2009 reed HGK kortstondig treinen met (gas)olie tussen de Amsterdamse Westhaven en Bazel, vanwege een lage waterstand in de Rijn.

## Trajecten
- Industriebahn Dormagen, kern Zons – kern Nievenheim
- Frechen-Benzelrath – Keulen-Niehl (KFBE)
- Industriestammgleise I und II
- Deutzer Hafenbahn
- Hürth-Kendenich – Hürth-Berrenrath/Knapsack
- Rheinuferbahn, spoorlijn tussen Keulen en Bonn
- Vorgebirgsbahn, spoorlijn tussen Keulen en Bonn
- Querbahn,  Brühl-Vochem – Wesseling